# Katharina Günther-Wünsch

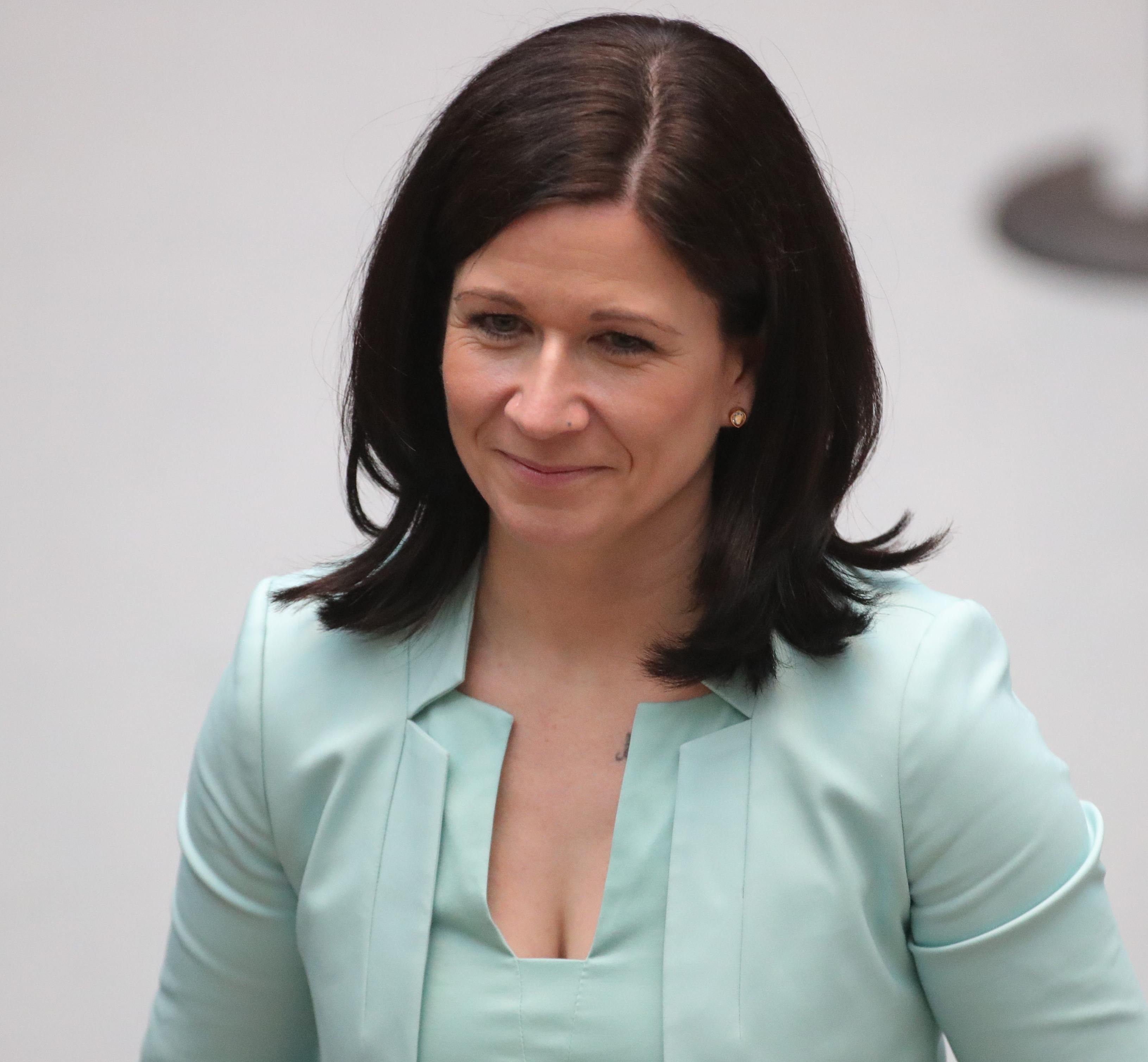
Katharina Günther-Wünsch (2023)

Katharina Günther-Wünsch (* 3. April 1983 in Dresden, DDR) ist eine deutsche Politikerin (CDU). Seit April 2023 ist sie Senatorin für Bildung, Jugend und Familie des Landes Berlin im Senat Wegner. Als Lebensgefährtin des Regierenden Bürgermeisters Kai Wegner ist sie zugleich „First Lady“ Berlins.

## Leben

### Ausbildung und Beruf
Katharina Günther-Wünsch wuchs als Tochter eines Polizisten und einer Arzthelferin gemeinsam mit ihrer Schwester in Dresden-Mockritz auf. Nach dem Abitur 2001 am Annen-Gymnasium in Dresden studierte sie zunächst Humanmedizin bis 2006, dann bis 2010 Chemie und Geschichte zum gymnasialen Lehramt an der Technischen Universität Dresden. Von Februar 2007 bis Mai 2007 machte sie ein Praktikum an der Deutschen Höheren Privatschule Windhoek in Namibia. Von 2010 bis 2012 absolvierte sie das Referendariat am Werner-von-Siemens-Gymnasium in Großenhain. Ab 2013 war sie Studienrätin an der Walter-Gropius-Schule in Berlin-Neukölln, von 2017 bis 2021 dort stellvertretende Schulleiterin (ab 2018 im Amt einer Studiendirektorin).

### Politik
Seit 2013 engagierte sich Günther-Wünsch für den CDU-Kreisverband Wuhletal in der Berliner Kommunalpolitik. Seit 2016 ist sie stellvertretende Vorsitzende des CDU-Ortsverbandes Kaulsdorf-Mahlsdorf und Mitglied der Bezirksverordnetenversammlung (BVV) von Marzahn-Hellersdorf. Sie war stellvertretende Fraktionsvorsitzende der CDU-Fraktion der BVV und Mitglied der Ausschüsse für Schule, Jugendhilfe sowie Gleichstellung.
2021 nominierte der Kreisverband der CDU Wuhletal anlässlich der Abgeordnetenhauswahl 2021 Günther-Wünsch für ein Direktmandat im Wahlkreis Marzahn-Hellersdorf 5 sowie für den Platz 3 der Bezirksliste. Bei der Wahl gewann sie das Direktmandat mit 33,7 Prozent und zog in das Abgeordnetenhaus von Berlin ein. Dort war Günther-Wünsch Mitglied der Ausschüsse für Bildung, Jugend und Familie, Umwelt, Verbraucher- und Klimaschutz sowie Sport. Sie war Beisitzerin im Präsidium des Berliner Abgeordnetenhauses und bildungspolitische Sprecherin der CDU-Fraktion im Abgeordnetenhaus. Bei der Wiederholungswahl 2023 konnte sie ihren Sitz im Abgeordnetenhaus verteidigen.
Am 27. April 2023 wurde sie zur Senatorin für Bildung, Jugend und Familie im Senat Wegner ernannt. Sie war vom 5. Mai bis zum 31. Dezember 2023 Präsidentin der Kultusministerkonferenz.
Zwischenzeitlich war sie Beisitzerin im Landesvorstand der CDU Berlin.

### Privat
Sie war Leistungssportlerin, ist Dauerläuferin und trainierte früher regelmäßig Taekwondo.
Günther-Wünsch ist verheiratet, hat drei Kinder und ihren Wohnsitz in Berlin-Mahlsdorf.
Seit Herbst 2023 ist Günther-Wünsch mit Kai Wegner liiert, dem Regierenden Bürgermeister von Berlin, in dessen Senat sie Bildungssenatorin ist.